# 1282

## Esdeveniments
- 30 d'agost - El rei Pere el Gran desembarca amb el seu exercit d'almogàvers a la població siciliana de Trapani, en una expedició finançada per la col·laboració de l'Imperi Romà d'Orient i les comunitats jueves i musulmanes de la Corona d'Aragó.[1]
- 2 d'octubre - El rei Pere II aconsegueix el domini de l'illa de Sicília.
- 11 d'octubre - L'estol català dirigit per Pere de Queralt i d'Anglesola venç l'estol angeví i les galeres de la República de Pisa al combat de Nicòtena, durant la Guerra de Sicília.

## Naixements
- Oshin, rei d'Armènia Menor.

## Necrològiques
- Abaqa, segon kan mongol de Pèrsia.

- 4 d'abril, Abadia de Montecassino: Bernard Ayglier, religiós benedictí francès (n. 1216).[2]